# Api (spirito)
Api è lo spirito della Terra del popolo della Papua Nuova Guinea dei Meakambut.

## La leggenda
I Meakambut narrano che Api, all'inizio di tutto, notando che la foresta ed i fiumi alle pendici del monte Macgregor erano ricche di vita, pensò che quella terra fosse adatta agli uomini. Sceso al suolo, spaccò una roccia dando origine alla grotta Kopao da cui uscirono i tre popoli che abitano l'area: dapprima gli Awiri, poi gli Imboin e per ultimi i Meakambut. Usciti questi ultimi, Api chiuse la grotta benché al suo interno vi fossero ancora altri uomini.